# Gnamptogenys continua
Gnamptogenys continua är en myrart som först beskrevs av Mayr 1887.  Gnamptogenys continua ingår i släktet Gnamptogenys och familjen myror. Inga underarter finns listade i Catalogue of Life.

## Bildgalleri

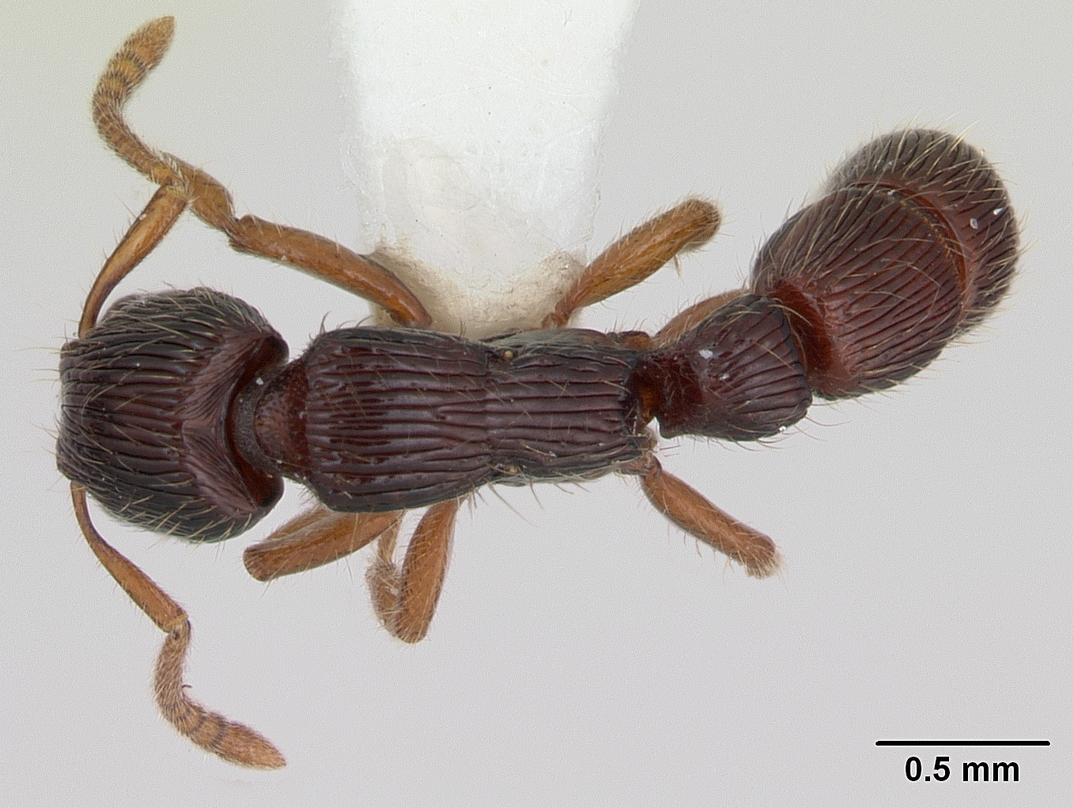
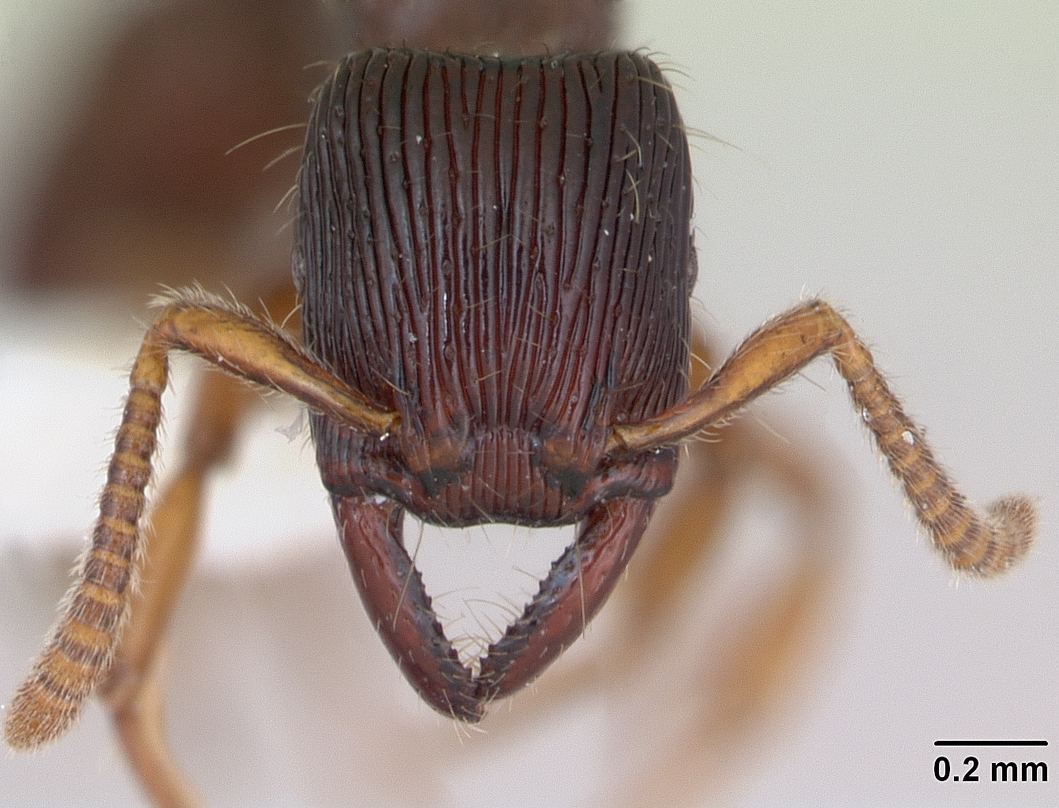
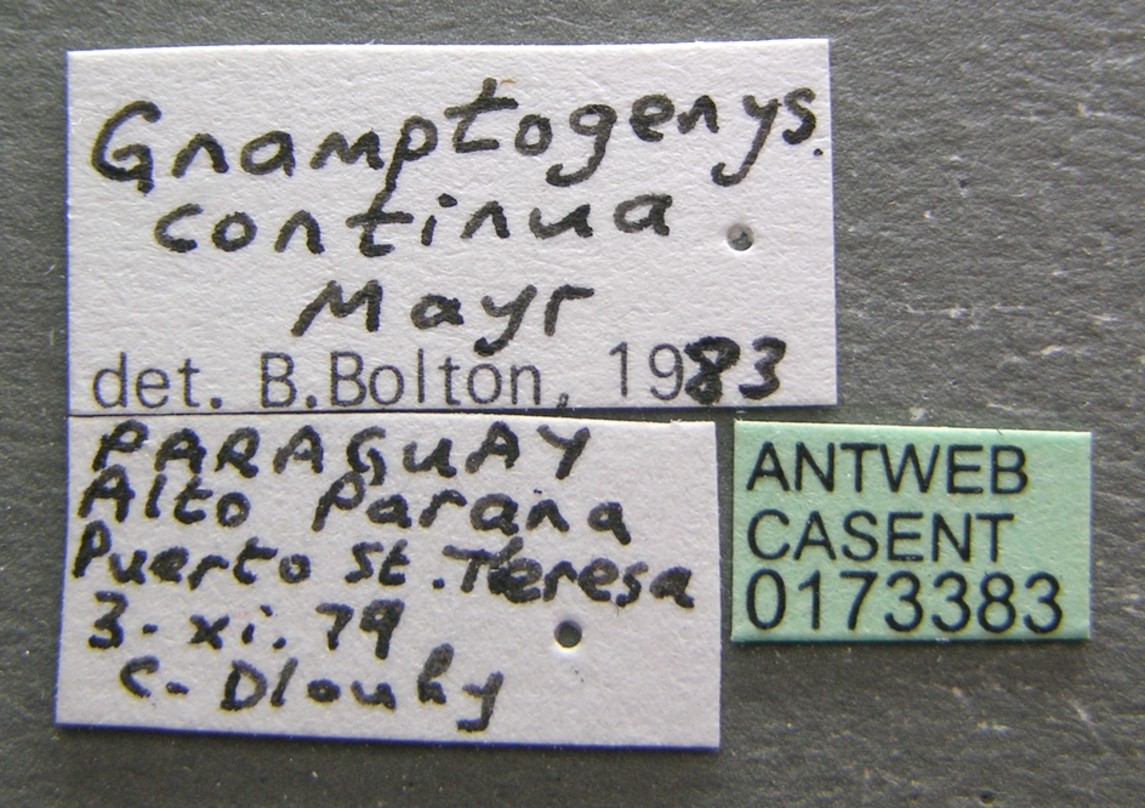
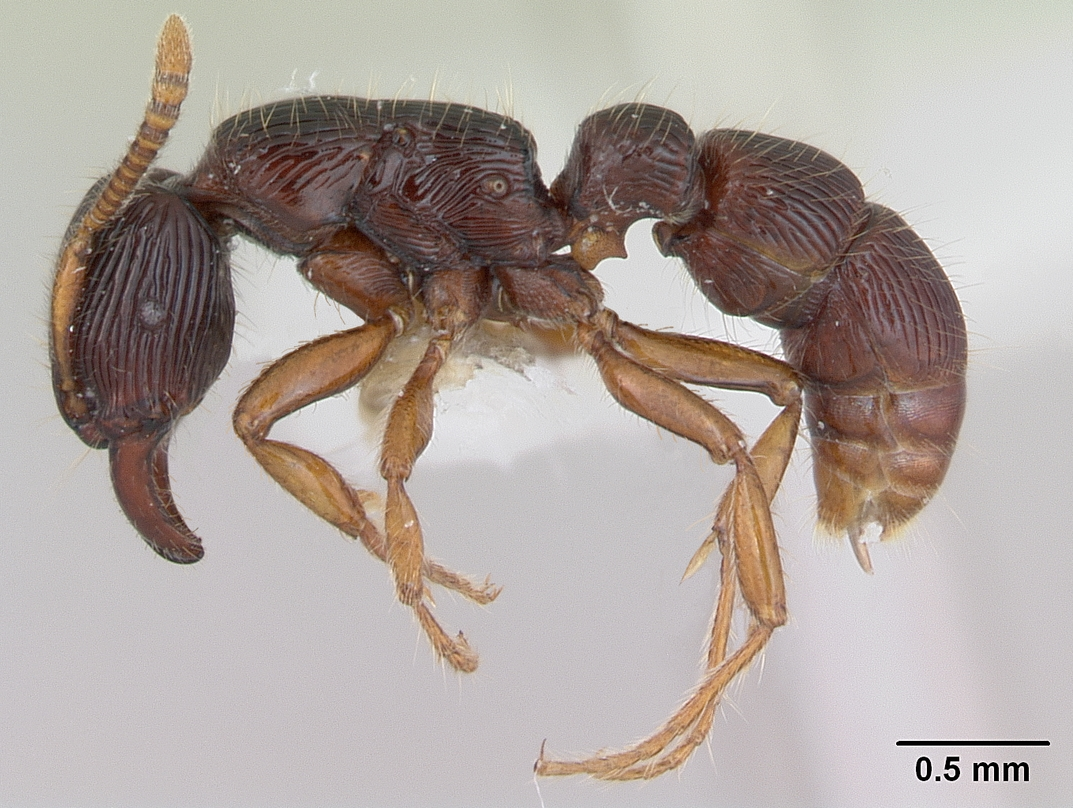
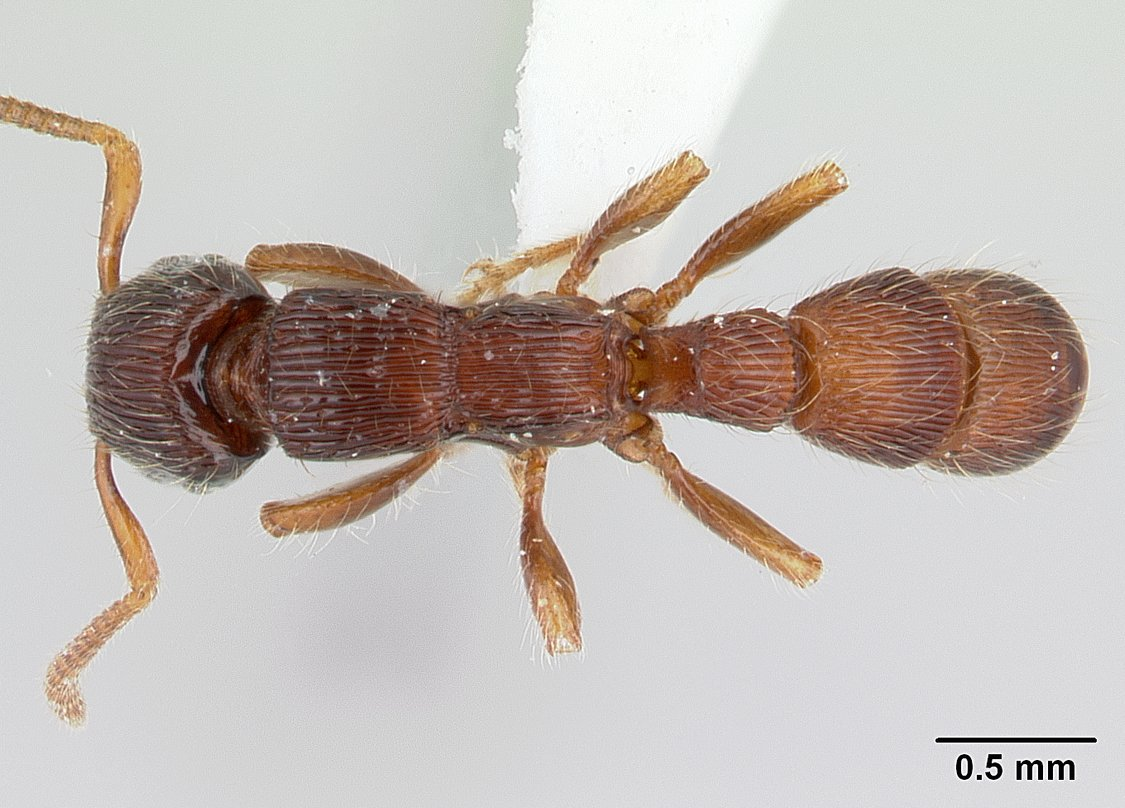
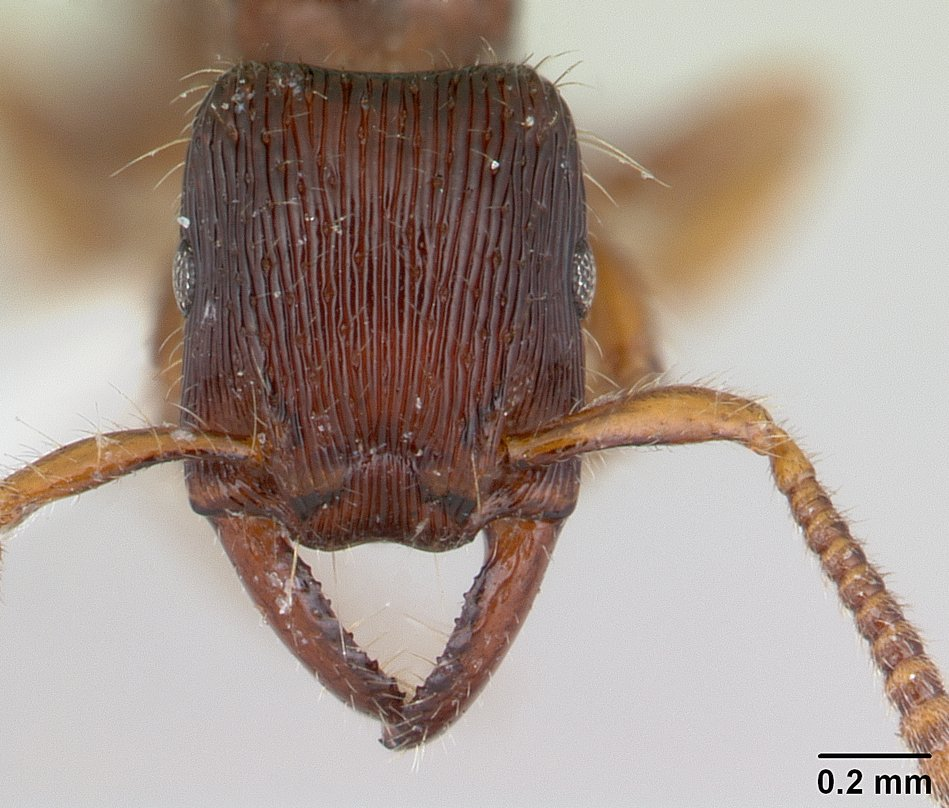